# Narfi Árnason
Narfi Árnason (n. 936) fue un vikingo y bóndi de Hrísar, Vellir í Svarfaðardal, Eyjafjarðarsýsla en Islandia. Es un personaje de la saga de Víga-Glúms, donde aparece con la mayoría de sus hijos, fruto de su matrimonio con Úlfheiður Ingjaldardóttir (n. 940), hija de Ingjaldur Hrólfsson:
- Þorvaldur Narfason (n. 958).[3]
- Þorbrandur Narfason (n. 960).[2]
- Klængur Narfason (n. 962).[2]
- Helgi Narfason (n. 964).[4]
- Ásbrandur Narfason
- Eyjólfur Narfason (n. 968).[5]